# Filippo IV di Hanau-Lichtenberg
Filippo IV di Hanau-Lichtenberg (Babenhausen, 20 settembre 1514 – Lichtenberg, 19 febbraio 1590) fu conte di Hanau-Lichtenberg.

## Biografia
Filippo III era il figlio secondogenito del conte Filippo II di Hanau-Lichtenberg e di sua moglie, Sibilla di Baden-Sponheim.

### Il governo e la riforma protestante
Filippo IV proseguì l'opera religiosa iniziata dal padre, radunando presso la propria corte anche importanti teologi della sua epoca come Erasmus Sarcerius e Philip Neunheller, già riformatore presso la vicina contea di Hanau-Münzenberg. Il 28 maggio 1548 fu Filippo IV in persona a convocare un sinodo per il conteggio dei pastori presenti nella sua contea al fine di gestire accuratamente le forze a propria disposizione per la diffusione della dottrina protestante.
Egli prese parte alla Dieta di Augusta nel 1555 e poi alle trattative della Pace di Augusta, oltre alla Dieta di Spira del 1570. Egli secolarizzò il monastero di Patershausen nel 1567 annettendo ai propri domini tutti i suoi possedimenti.
Vi furono anche alcuni comuni come Ober-Roden e Niederroden che ad ogni modo erano forti baluardi del cristianesimo, influenzati dalla vicinanza con l'arcidiocesi di Magonza, e come tali la riforma protestante penetrò a fatica in questi luoghi.
L'imperatore Massimiliano II d'Asburgo nominò Filippo IV tra i suoi consiglieri personali e stessa cosa fece poi l'imperatore Rodolfo II.

### La morte
Filippo IV morì il 19 febbraio 1590 a Lichtenberg e venne sepolto nella chiesa del castello.

## Matrimonio e figli
Filippo IV il 22 agosto 1538 a Heiligenberg sposò Eleonore von Furstenberg (11 ottobre 1523 - 23 giugno 1544). Da questo matrimonio nacquero i seguenti eredi:
- Amalia (23 febbraio 1540, Bouxwiller - 1º maggio 1540)
- Filippo V (21 febbraio 1541, Bouxwiller - 2 giugno 1599).
- Anna Sibilla (16 maggio 1542 - 24 marzo 1612)
- Giovanna (23 maggio 1543, Bouxwiller - 5 dicembre 1599, Babenhausen)
- Eleonora (26 aprile 1544, Bouxwiller - 6 gennaio 1585, Ingelfingen), sposò Alberto di Hohenlohe-Weikersheim-Langenburg (28 maggio 1543 - 16 novembre 1575). Questo matrimonio non produsse figli.